# Edward Kundzicz
Edward Kundzicz (właśc. Józef Krwawnicki) pseud. Maksymowicz (ur. 1889 w Michałowie w powiecie białostockim, zm. w styczniu 1921 w Nowoświęcianach na Wileńszczyźnie) – działacz Narodowego Związku Robotniczego, SDKPiL i KPRP, uczestnik rewolucji październikowej, funkcjonariusz Czeki.
Samouk, z zawodu tkacz. 1905-1913 działacz Narodowego Związku Robotniczego, 1908 aresztowany i skazany na zesłanie, skąd w 1910 zbiegł. 1910-1913 pracował w Łodzi i Częstochowie. 1913-1917 więziony, początkowo w Łodzi, potem w Kursku, skąd uwolniła go rewolucja lutowa. 
Wstąpił do SDKPiL i do Socjaldemokratycznej Partii Robotniczej Rosji (bolszewików) (SDPRR(b)), w sierpniu 1917 został wybrany zastępcą przewodniczącego kurskiej grupy SDKPiL. Jesienią 1917 wstąpił do Czerwonej Gwardii w Kursku. W 1918 przewodniczący Kurskiej Gubernialnej Rady Wygnańczej, członek Gubernialnej Rady Delegatów Robotniczych i instruktor Gubernialnej Czeki. Później został dowódcą plutonu w 2. Kurskim Oddziale Czerwonych Partyzantów. Oddelegowany do Wilna, gdzie od stycznia 1919 był funkcjonariuszem Wydziału Specjalnego Czeki. 
W kwietniu 1919 brał udział w walkach z Polakami usiłującymi odbić Wilno z rąk Armii Czerwonej. 28 maja 1919 został skierowany przez Centralny Komitet Wykonawczy grup KPRP w Rosji do pracy partyjnej w Białymstoku, jednak po przejściu linii frontu został aresztowany przez polskie władze. Po zwolnieniu był współzałożycielem organizacji komunistycznych w Białymstoku, Michałowie, Krynkach, Grodnie, Wołkowysku i innych miejscowościach. Został radnym Białegostoku; mandat złożył po ogłoszeniu deklaracji komunistycznej. Od kwietnia 1920 działał w Komunistycznej Partii Litwy i Białorusi w Mińsku. W sierpniu 1920 pracował w Wydziale Pracy białostockiego TKRP, następnie wycofał się wraz z Armią Czerwoną do Mińska, gdzie działał w związkach zawodowych. Od października 1920 kontynuował działalność w KPRP na Wileńszczyźnie. Został zabity koło stacji Nowoświęciany na Wileńszczyźnie.